# Gastronomie en Alsace
Pour les articles homonymes, voir Alsace (homonymie).

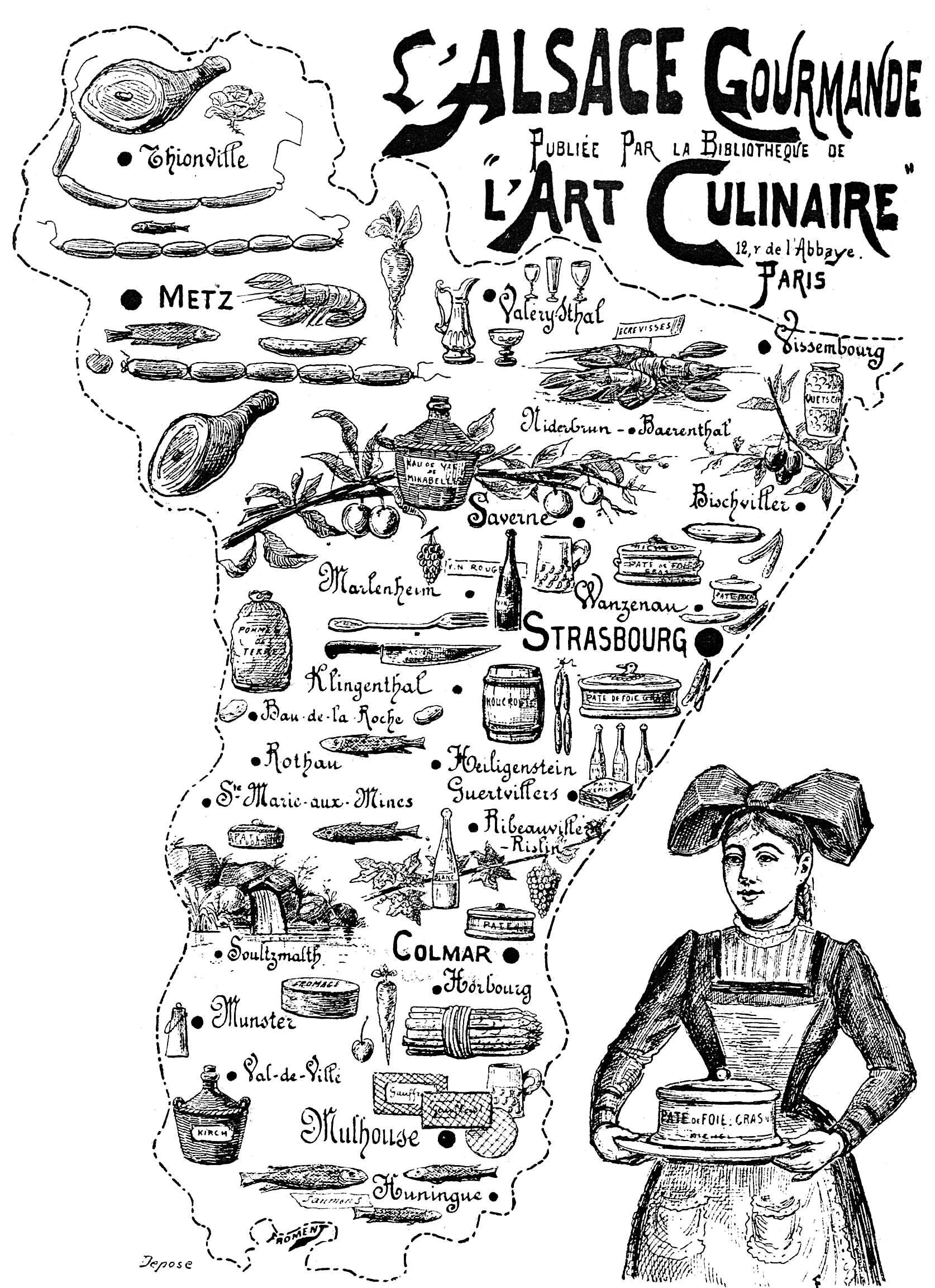
Carte de l'Alsace-Lorraine gourmande, par Charles Froment (L'Art culinaire, 30 avril 1894).

La gastronomie alsacienne actuelle, fortement imprégnée des traditions culinaires locales, est riche en spécificités et assez marquée par la dominante du porc sous diverses formes, bien qu'il soit très peu élevé dans le Bas-Rhin et le Haut-Rhin. Si les recettes régionales ne sont pas aisément adaptables aux goûts courants actuels, plusieurs grands cuisiniers étoilés Michelin s'en inspirent quelque peu, revendiquent l'utilisation d'ingrédients familiers, jouent avec les dénominations, parfois abusivement, parfois avec un clin d'œil à la clientèle locale. L'Alsace, si présente dans les guides gastronomiques, est fière de ses Winstub, de ses vastes bistrots à flammekueche (tarte flambée), de ses restaurants au décor pittoresque, de ses coquets caveaux gardant une apparence typique, dont plusieurs gardent leurs habitués malgré l'afflux touristique auquel certaines cités du vignoble et les secteurs très visités de Strasbourg résistent mal.

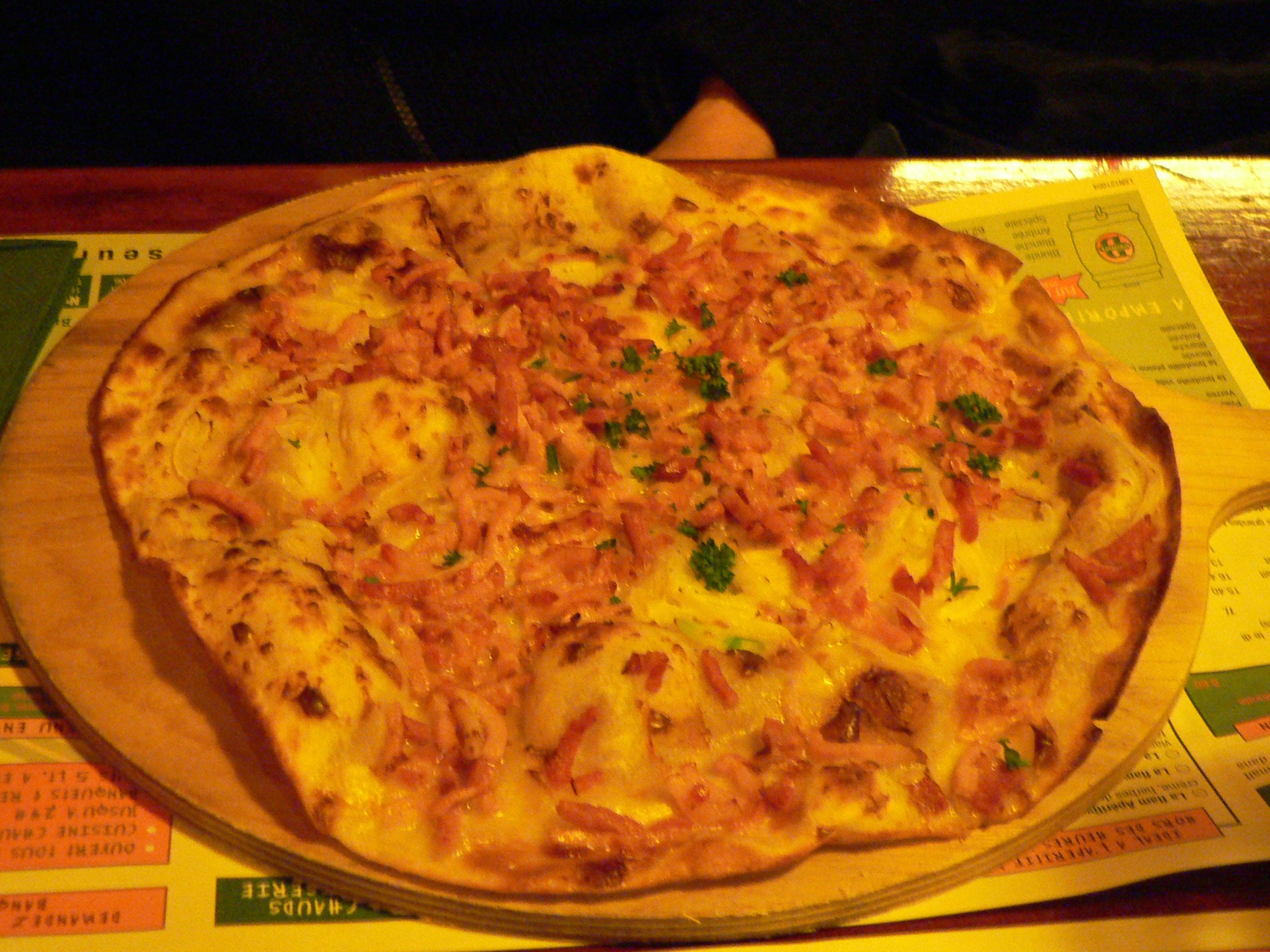
La Flammekueche.

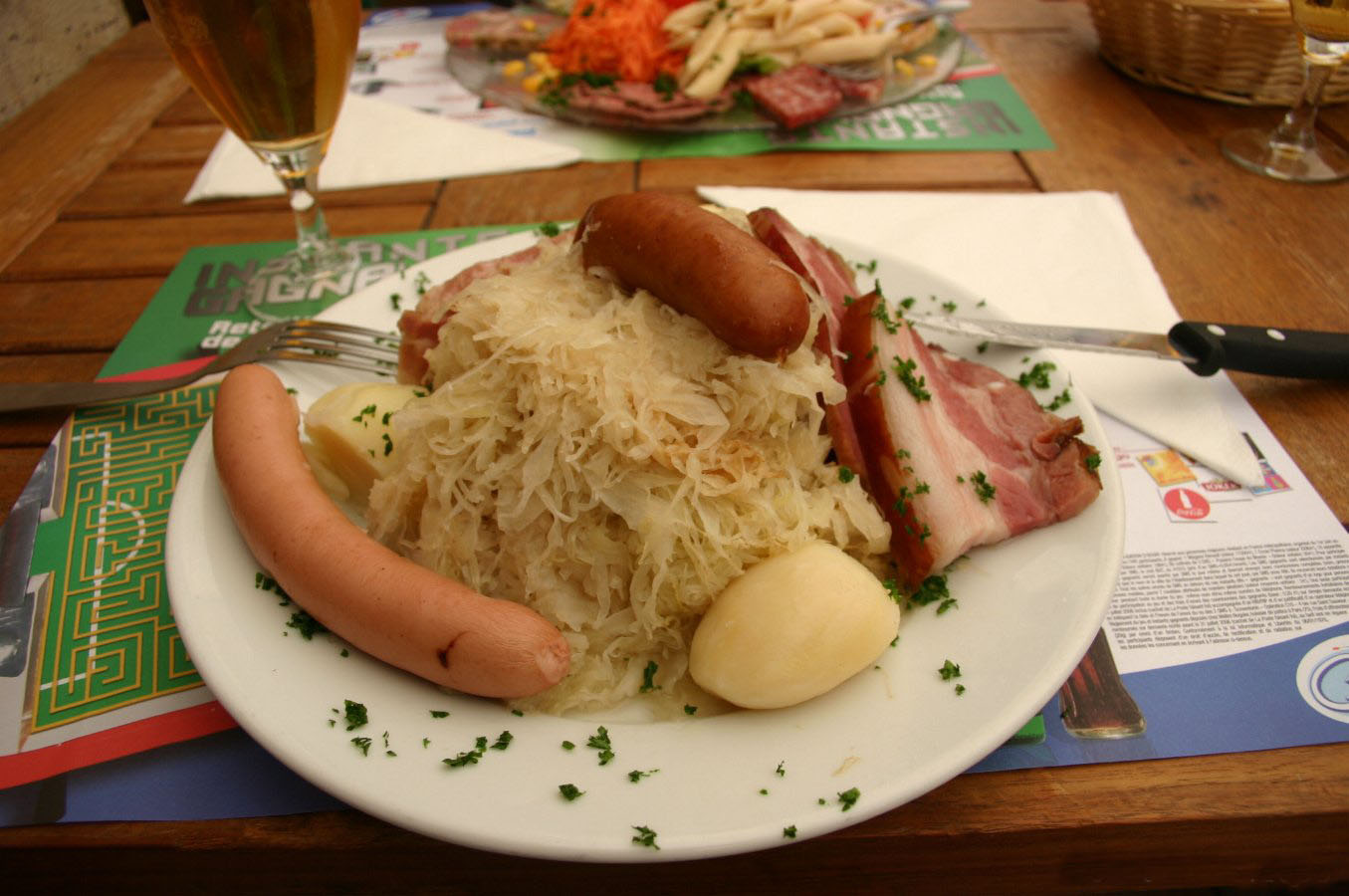
Choucroute garnie.

## La cuisine alsacienne

### Mets traditionnels

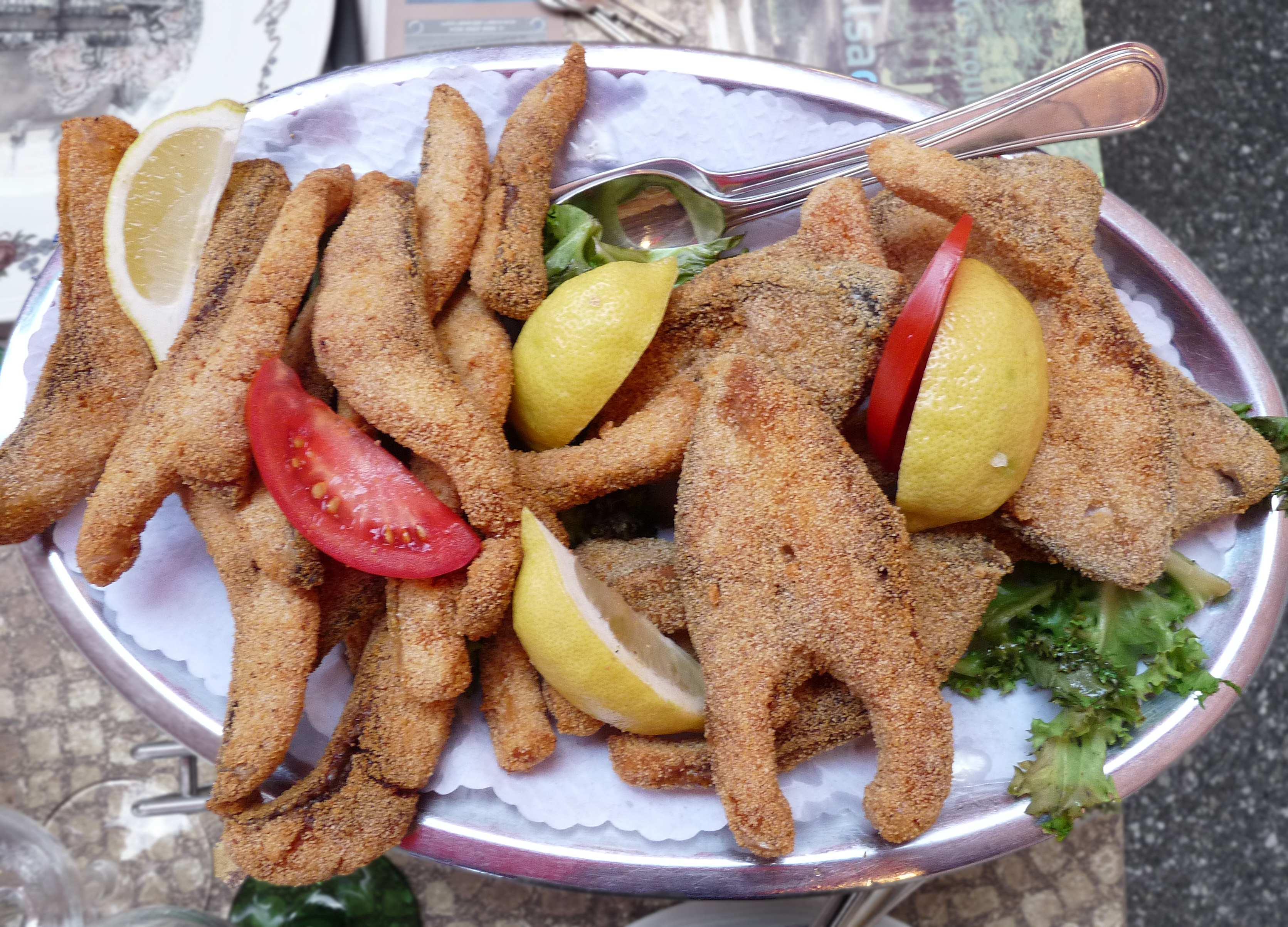
Filets et darnes de carpe frite du Sundgau.

Bien que l'alimentation au quotidien se soit banalisée, l'Alsace revendique hautement des produits et mets traditionnels, certains couramment appréciés de longue date, dont le nom s'orthographie différemment selon le lieu, les habitudes. Par exemple : le baeckeoffe ou potée alsacienne, le coq au riesling, la sürkrüt (très rarement présentée sous ce nom, mais comme choucroute alsacienne) garnie de charcuteries diverses, le schiffele (palette de porc fumé) et les fleischschnackas. La flammekueche, improprement dénommée tarte flambée et connue sous bien des dénominations dialectales plus ou moins proches, est maintenant proposée dans toute la région et au-delà, alors qu'elle était, traditionnellement, la spécialité de restaurants spécialisés proches de Strasbourg. Elle est même interprétée par des cuisiniers "étoilés", déclinée de façons diverses et parfois produites de façon quasi industrielle.
Les poissons pêchés dans les nombreuses rivières d'Alsace, le fleuve du Rhin ou des étangs ont permis d'élaborer de bons plats typiques. On retrouve par exemple la spécialité de la Matelotte de l'Ill, cuisinée avec des poissons locaux, servie dans de nombreux restaurants du Ried. Le Sundgau est fidèle à sa traditionnelle carpe frite (parfois à la bière), devenue argument touristique à travers la Route de la Carpe frite. Les bateaux naviguant sur le Rhin ont apporté les harengs et autres poissons en saumure de la Mer du Nord et Baltique.
Le foie gras d'oie, Gaenselewwer et de plus en plus de canard, compte parmi les spécialités régionales, en plus de saucisses diverses et variées comme les knacks (souvent de fabrication industrielle, aussi appelées saucisses de Strasbourg, au porc et au bœuf), à ne pas confondre avec les viennoises (porc et veau, originaire du sud de l'Alsace), la Laewwerwurscht (saucisse de foie de porc), la Metwurscht (saucisse de porc à tartiner), les Serwela (cervelas), la Zungewurscht (saucisse de langue), la Fleischwurscht (saucisse de viande), les Brotwurscht (crépinettes) ou des préparations de viande comme le Presskopf (pâté de tête) et d'autres.

### Desserts traditionnels

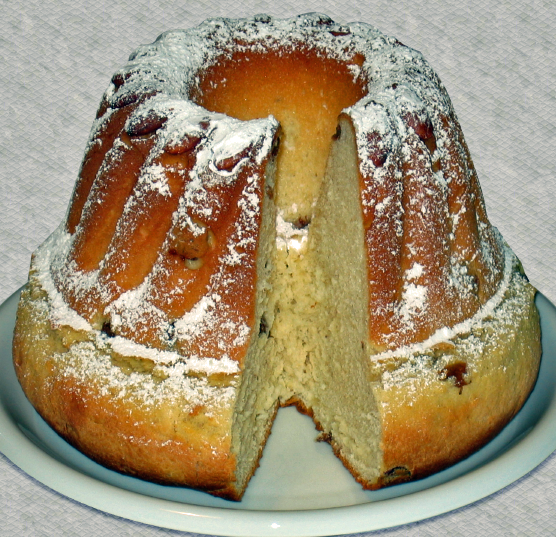
Kouglof alsacien

- kouglof (de l'alsacien Kugelhopf, souvent francisé en kougelhopf)
- Tarte au fromage blanc ou Kaeskueche
- Confiture d'églantines
- Gâteau au vin blanc
- Gâteau au vin rouge

Le Kugelhopf ou kougelhopf (souvent dit kouglof par les Français) peut apparaître au dessert, mais se sert à maintes occasions, au petit déjeuner, à l'apéritif (en version salée) et au goûter. C'est un symbole de l'hospitalité alsacienne, habituellement cuit dans un moule à cannelures en terre vernissée, spécialité de Soufflenheim. Des pâtissiers-confiseurs réputés (Thierry Mulhaupt et Christian, à Strasbourg, Christine Ferber, à Niedermorschwihr, Jacques, à Mulhouse) continuent de proposer des kougelhopfs à côté d'élaborations sophistiquées. La recette classique est transmise de génération en génération, mais beaucoup de maîtresses de maison revendiquent encore un secret de famille, ce qu'évoquait déjà Georges Spitz dans L'Alsace gourmande, en 1914.
Les Alsaciens confectionnent ou achètent beaucoup de tartes aux fruits, notamment aux quetsches, aux pommes, aux cerises, aux myrtilles et aux mirabelles.
La période de l'Avent, festive et attendue, est marquée par la production d'une grande variété de biscuits et petits gâteaux, appelés braedalas ou braedeles, ainsi que de pain d'épice, offert aux enfants à partir de la Saint-Nicolas, le 6 décembre.

## Les vins
Région viticole déjà depuis Jules César, l'Alsace produit principalement des vins blancs, grâce, notamment, aux vignes du piémont des Vosges. Le vignoble d'Alsace, qui a ses grands crus, est planté de divers cépages : riesling, gewurztraminer, pinot gris (autrefois dénommé tokay, puis tokay-pinot gris), pinot blanc, sylvaner, muscat et pinot noir.
L'élaboration de vins rouges ou rosés, quoique d'une certaine importance, est relativement marginale (le rouge d'Ottrot est réputé mais de production limitée).
Les vins d'Alsace sont, pour l'essentiel, monocépages à l'exception notable de l'edelzwicker et du gentil, des vins d'assemblage.
La production de crémant d'Alsace, qui a commencé au début du XXe siècle à partir de divers cépages, a pris de plus en plus d'importance depuis 1976.

## La bière
Malgré la disparition progressive de nombreuses petites brasseries, l'Alsace demeure la première région productrice de bière en France. Environ 60 % du volume national étant brassé en Alsace. Les brasseries implantées dans l'agglomération strasbourgeoise, sont désormais moins nombreuses : Fischer a fermé en 2009 et les Brasseries Kronenbourg, qui conservent le nom du quartier strasbourgeois, ont quitté leur site historique pour Obernai où se trouve la plus grande brasserie de France. Schiltigheim, jadis surnommée la cité des brasseurs, ne compte aujourd'hui plus qu'une seule grande brasserie. Meteor, dernière grande brasserie "indépendante" d'Alsace, demeure une affaire familiale, à Hochfelden. La brasserie Licorne est installée à Saverne, dans le Bas-Rhin et appartient aujourd'hui au groupe allemand Karlsberg (Karlsbräu). L'année 2013 marque la tentative de renaissance de Schutzenberger, une grande marque au siècle dernier, et de sa bière emblématique, la Jubilator.
La culture très mécanisée du houblon, qui exige d'importants investissements et dont il existe plusieurs variétés aux qualités différentes, marque ici et là le Kochersberg et le nord de la plaine d'Alsace : collines au nord de Brumath, environs de La Wantzenau, Outre-Forêt. Les fleurs femelles ou cônes, seules utilisées, ne sont, paradoxalement, guère destinées aux brasseries alsaciennes, qui importent souvent leur houblon d'autres pays (alors que le houblon alsacien est souvent vendu à l'extérieur, notamment aux États-Unis).
De nombreuses microbrasseries ont été créées à la fin du XXe siècle et au début du XXIe en Alsace comme ailleurs, à l'instar de celles d'Uberach  , de Saint-Pierre et de Scharrachbergheim. Leur production est surtout consommée régionalement.
À l'exception de microbrasseries, il n'existe plus d'établissements brassicoles dans le Haut-Rhin.

## Les eaux-de-vie et autres spiritueux

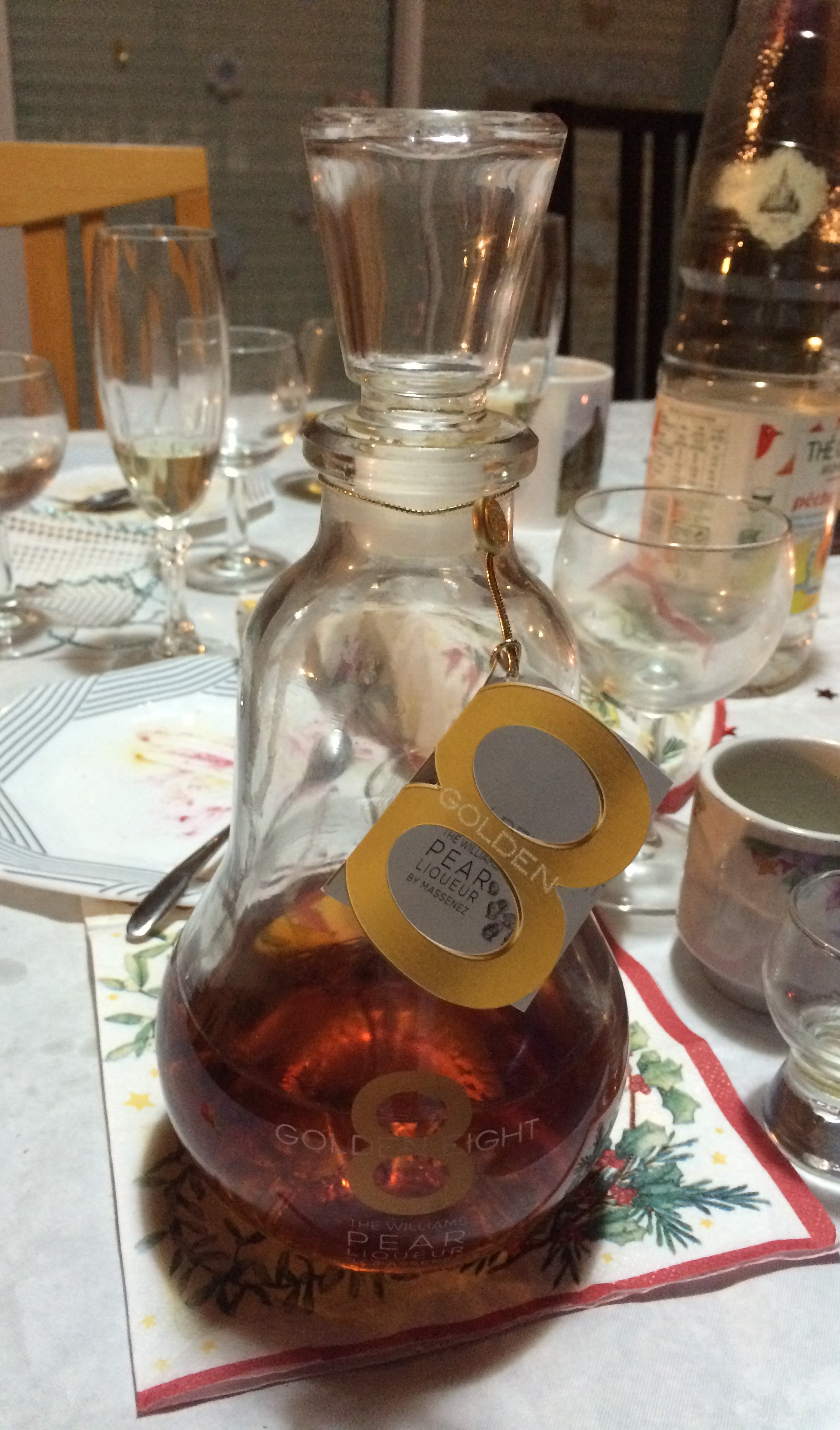
Spécialité de liqueur de poire "Golden 8" de la distillerie Massenez.

Les eaux-de-vie, le schnaps, comme on dit encore couramment, sont des produits traditionnels, en déclin quantitativement depuis la raréfaction des bouilleurs de cru et, surtout, depuis que baisse la consommation de digestifs forts. À côté de l'importante distillerie G.E Massenez (Bassemberg, Val de Villé), il existe plusieurs entreprises artisanales de qualité, du nord au sud de l'Alsace, comme Hagmeyer à Balbronn, Meyer à Saint-Pierre-Bois, Nusbaumer à Steige, Metté à Ribeauvillé, Miclo à Lapoutroie, Lehmann à Obernai. De nombreux fruits, certains importés (poire) sont distillés, notamment les prunes (mirabelle, reine-claude, quetsche), le coing et les fruits rouges (fraise, framboise, cassis, myrtille, mûre), également pour en faire de nombreuses variétés de liqueurs artisanales. Le kirsch, alcool de cerise comme l'indique son nom allemand, devient un produit presque rare, pas toujours de grande finesse, qui est concurrencé par celui de la Forêt-Noire, de l'autre côté du Rhin.
Les cerisiers, qui fleurissaient un peu partout en Alsace jadis, notamment dans les vallées du textile, peuplées d'ouvriers-paysans, ont été délaissés, et il se constitue peu de replantations systématique, conduites de façon systématique (comme cela se fait au pays de Bade, notamment au Kaiserstuhl).
Le marc d'Alsace, une appellation d'origine contrôlée depuis 2009, produit à partir de gewurztraminer, simple et peu cher, « arrache un peu », mais témoigne d'une qualité constante. Les Alsaciens, pour s'en amuser ou pour le folklore gastronomique destiné aux touristes, continuent de distiller ou de faire macérer une quantité de fruits, de baies et de racines (prunelle, abricot, pêche, cassis, baies de houx, d'alisier, de sorbier, de sureau, de mûre, de "gratte-cul").
Du whisky alsacien est également produit depuis les années 2000 par plusieurs maisons de distillateurs et primé de nombreuses fois lors des concours agricoles. Plus récemment, ces mêmes maisons ont lancé leurs propres productions de Vodkas et de Gin alsaciens.

## Condiments

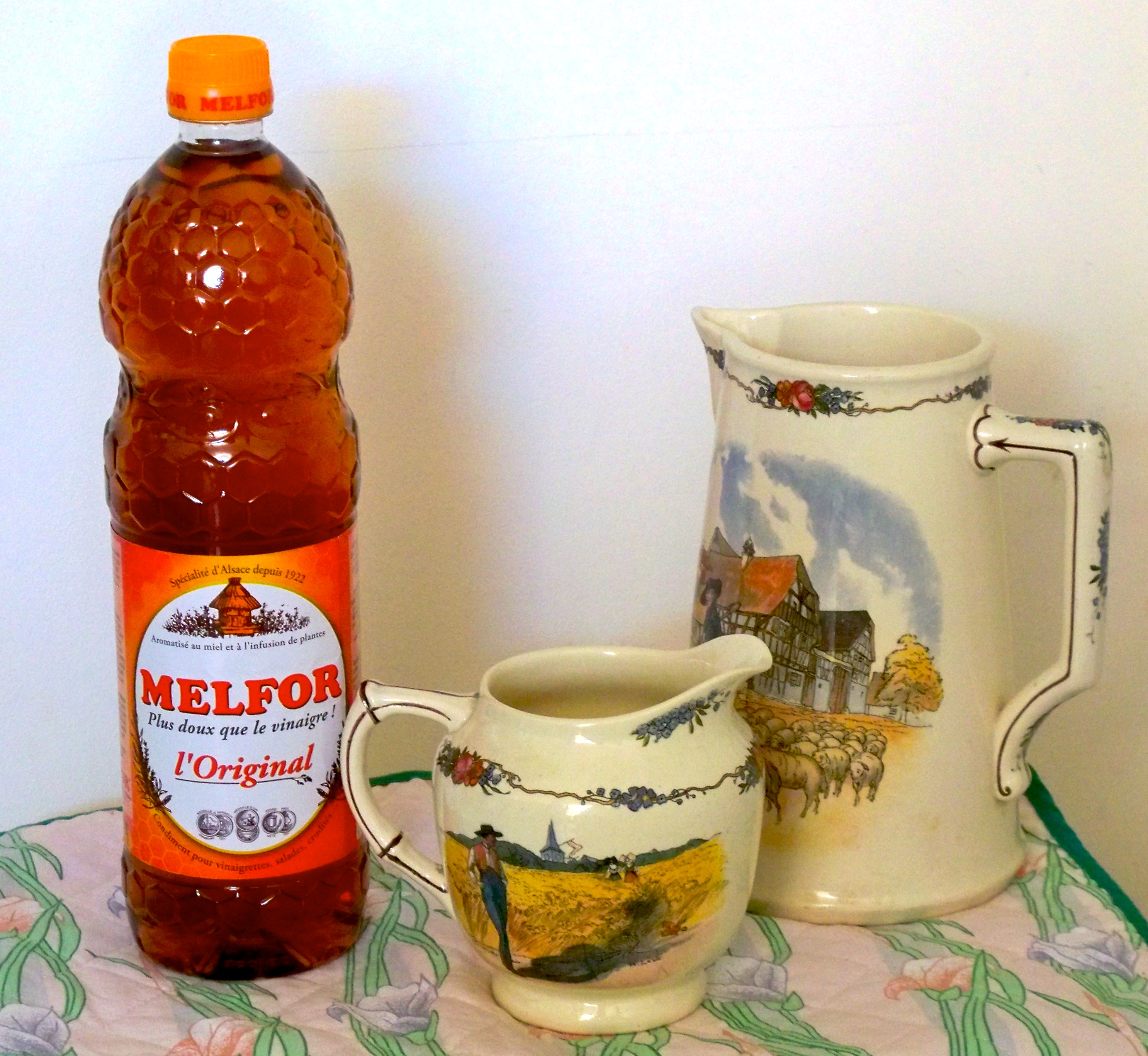
Bouteille de Melfor.

Le Melfor (marque commerciale) est un témoignage certain du particularisme gastronomique régional. Il s'agit d'un vinaigre d'alcool aromatisé au miel et aux plantes notamment utilisé comme condiment pour assaisonner salades et crudités. Conçu par la société familiale Higy, à Mulhouse, il n'a longtemps été vendu qu'en Alsace et en Moselle, en raison de problèmes de réglementation. Depuis quelques années, on trouve ce produit symbolique dans toute la France, souvent dans les grandes surfaces. L'association Saveurs de France-Saveurs d'Europe, à laquelle appartiennent notamment des chefs illustres, lui a décerné son diplôme, la Marianne (2006).
Autre productions très alsaciennes : la racine de raifort "Meerrettich" (Raifalsa) cultivée et transformée en Alsace, servie râpée nature ou en remoulade, ainsi qu'une moutarde assez douce dite "Condiment" produits à Mietesheim par la Société Alelor. Ils accompagnent de nombreux plats à base de sauces, viandes, poissons et charcuteries.
Côté épices, il existe des mélanges spéciaux tout prêts dans les commerces alsaciens afin d'aromatiser les plats de choucroute ou le baeckeoffe (souvent composés de laurier, baie de genièvre, poivre, clou de girofle, coriandre). Pour les mets sucrés, la cannelle est l'épice "reine" en Alsace, et autour des fêtes de Noël, on retrouvera aussi souvent des mélanges d'épices pour pains d'épices, bredeles (anis vert, badiane, cannelle, clou de girofle, gingembre, muscade, cardamome) ou pour aromatiser le vin chaud. Les graines de Carvi ou "cumin des prés", sont souvent utilisées pour accompagner et aromatiser le fromage munster, des pains, des salades de choux, des plats chauds ou parfumer des schnaps.
Les Alsaciens sont très férus de la sauce Maggi ( prononçé "Magui") pour aromatiser leurs soupes, plats, salades. 

## Jus de fruits et eaux minérales
L'Alsace produit des jus de fruits industriels et artisanaux, issus de ses nombreux vergers (Marques Cidou, JFA à Sarre-Union, Rothgerber, Sattler). Plusieurs eaux minérales locales sont embouteillées et favorisées par beaucoup de restaurateurs ainsi que sur les tables familiales : Carola, Wattwiller, Celtic, Lisbeth.

## Divers
Du sucre blanc est produit localement depuis 1893, à base de betteraves sucrières, à la Sucrerie d' Erstein.
L'Alsace est aussi connue pour ses confitures, on peut noter celles de Christine Ferber qui sont depuis longtemps reconnues de par le Monde, ainsi que celles du Climont (Ranrupt, en Haute-Bruche) ou encore l'entreprise Beyer à Pfastatt, plus ancien confiturier familial de France.
Parmi les confitures les plus connues : la confiture d'églantine (Butemues), de fruits rouges (groseille, framboise, cassis, myrtille, mûre, etc.), de quetsches, de mirabelles, de rhubarbe, de coings, de sureau et de Noël (agrumes, noix, amande, noisettes, épices à pain d'épice), etc. Les confitures sont éventuellement parfumées au marc de gewurtz, au schnaps ou au kirsch.
Côté boulangerie et pâtisserie, on peut citer les petits pains nommés "Sübrot" et de nombreuses autres brioches locales, nattes, streusel, ropfkueche, zimmetkueche, manneles, thewekeles etc, des petits gâteaux de Noël et pain d'épices déjà cités.
Le miel d'Alsace est un produit local bénéficiant d’une indication géographique protégée (IGP) depuis 2005. Il en existe six crus : le miel de sapin (issu des sapins des Vosges), le miel d’acacia, le miel de fleurs, le miel de châtaignier, le miel de tilleul, ainsi que le miel de forêt.
Le munster, fromage AOC, est élaboré dans plusieurs hautes vallées du massif vosgien au-dessus de Munster, à peu près perpendiculaires au vignoble et à la plaine, et dans la partie proche du département des Vosges. La production fermière est relativement importante et généralement de très bonne qualité. Une partie importante de la production globale est industrielle.
Beaucoup de livres sont consacrés aux recettes et aux plats traditionnels, en particulier aux éditions SAEP ou La Nuée bleue. Plusieurs sont l'œuvre de Simone Morgenthaler, qui anima longtemps une émission télé en dialecte avec le chef cuisinier Hubert Maetz.

## Restaurants et Winstubs alsaciens
La gastronomie alsacienne se déguste historiquement dans les auberges traditionnelles ( D'Wirtschàft) et aussi dans les fameuses Winstub. On y retrouve depuis des siècles toutes les spécialités culinaires typiques de l'Alsace. La plus ancienne winstub d'Alsace encore en activité est à Strasbourg, "Zum Strissel" et date du XIVe siècle!On peut citer d'autres winstubs incontournables sur Strasbourg: Le Pont du Corbeau, Le Clou, Saint-Sépulcre, Chez Yvonne, l’historique Maison des Tanneurs demeure emblématique à Strasbourg, à l’instar de la pittoresque Maison Kammerzell, monument classé, repris en 1987 par Guy-Pierre Baumann l'inventeur de la célèbre "Choucroute aux trois poissons"; À Colmar, la "Wistub Brenner", le Bartholdi, ou encore "Zum Sauwadala" à Mulhouse, Zum Loejelgucker à Traenheim.
De nombreux restaurants familiaux de qualité ont fleuri dans toute la région au cours des XIXe   et   XXe siècle, suivis de restaurants dit "gastronomiques" offrant une cuisine plus épurée et innovante. 
L'Alsace compte ainsi de nombreux cuisiniers et restaurateurs alsaciens de talent qui ont su depuis plusieurs décennies sublimer les produits alsaciens et la gastronomie alsacienne. Ils ont souvent les honneurs de nombreux guides et ouvrages gastronomiques, dont le Pudlo Alsace (Gilles Pudlowski, Marc Baise et collaborateurs) et sont fréquemment cités par les médias français et internationaux.
Parmi ces restaurateurs, il faut citer Paul et Marc Haeberlin, père et fils, qui font partie de l’élite culinaire alsacienne et internationale (pour tous les grands chefs, il n’était naguère que « deux Paul » : Haeberlin et Bocuse). Marc Haeberlin est depuis les années 1990 le chef de l’Auberge de l’Ill, trois étoiles au Michelin pendant plus de 50 ans, puis deux étoiles Michelin depuis janvier 2019. Les Chefs Émile Jung du restaurant "Au Crocodile" et Antoine Westermann du restaurant "Le Buerehisel", à Strasbourg, deux autres chefs alsaciens incontournables à avoir décroché les trois étoiles du Guide Michelin.

Quelques grands chefs étoilés d’Alsace
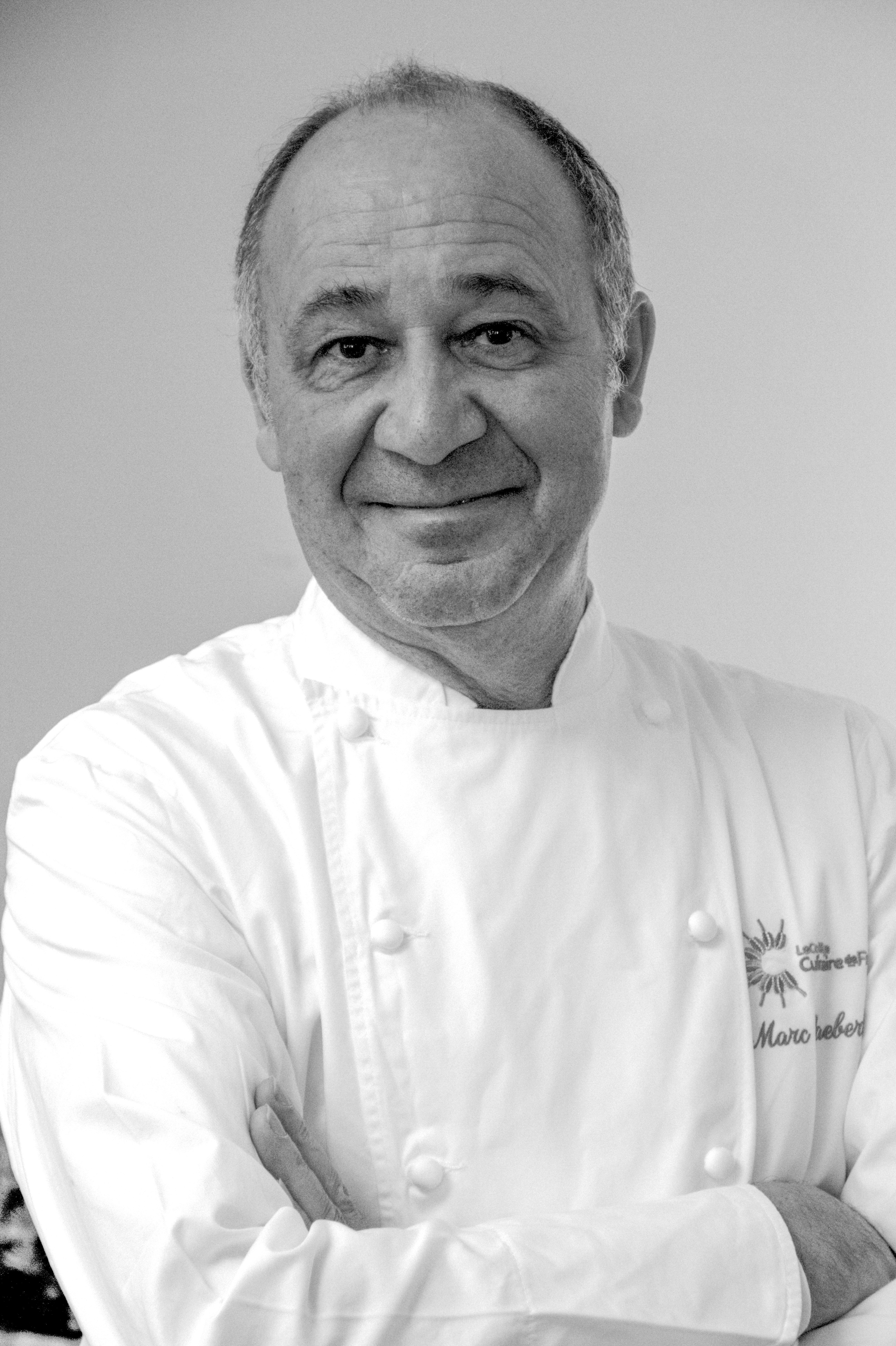
Marc Haeberlin, deux étoiles avec l’Auberge de l’Ill (trois jusqu'en 2019).
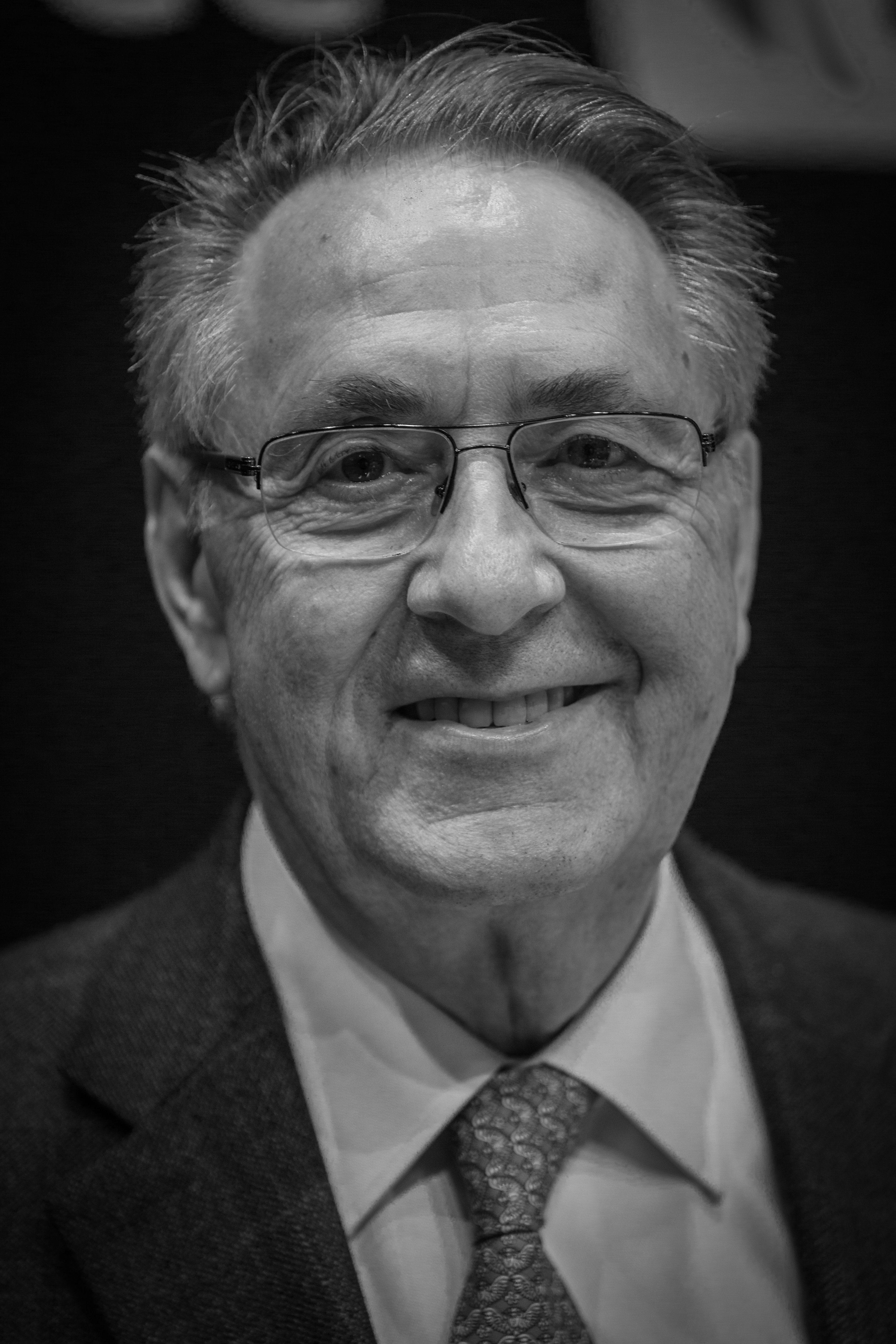
Émile Jung, autrefois trois étoiles avec Le Crocodile
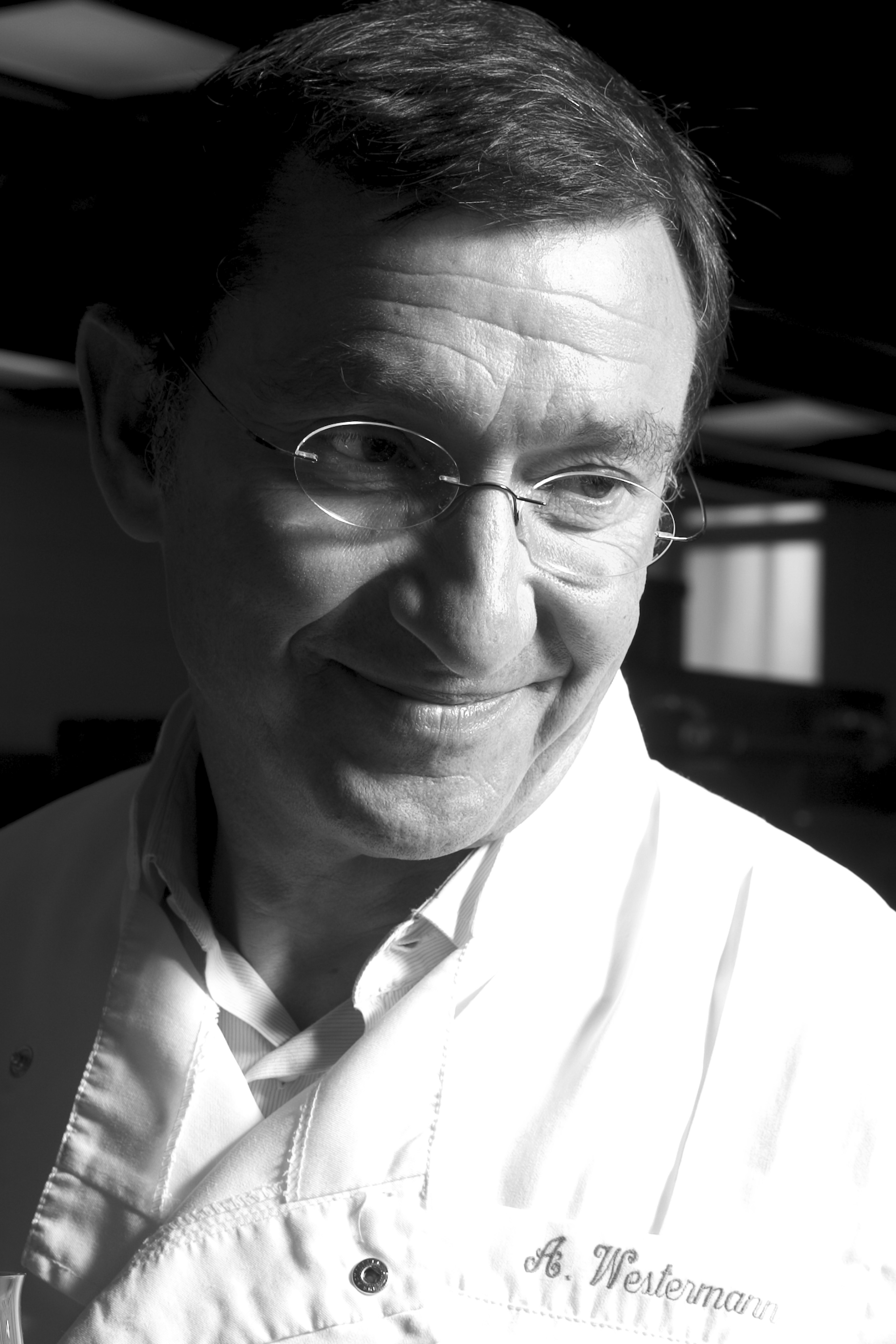
Antoine Westermann fut longtemps trois étoiles avec Le Buerehiesel.
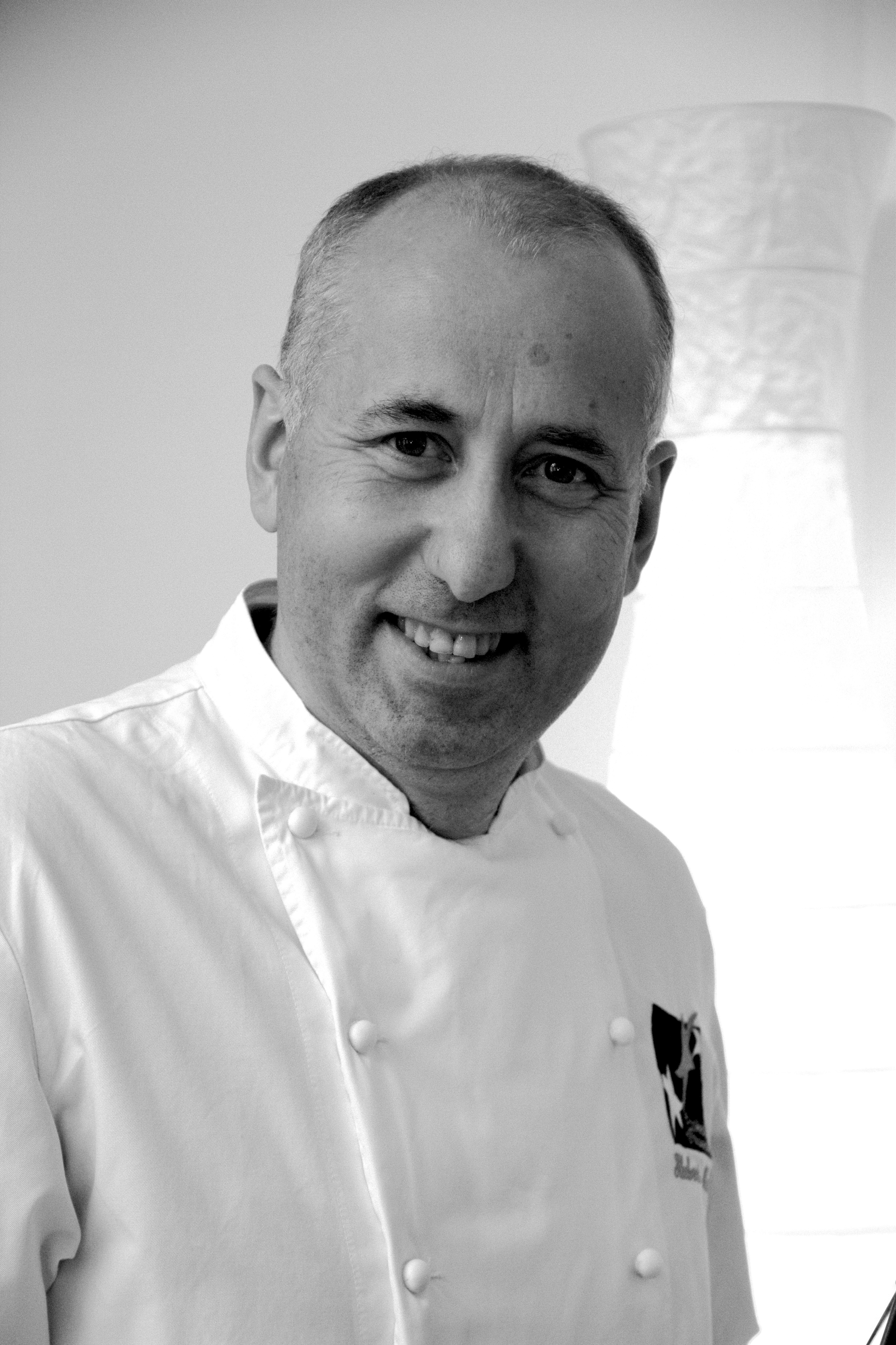
Hubert Maetz du Rosenmeer

Autres très grandes ou belles maisons gastronomiques :  La Villa René Lalique à Winger sur Moder, La Table d'Olivier Nasti à Kaysersberg, L’Auberge du Cheval Blanc, à Lembach, Le Vieux couvent à Rhinau, Le Cygne à Gundershoffen, Le Cerf  à Marlenheim, Le Rosenmeer  à Rosheim, JY’S à Colmar, L’Auberge du Frankenbourg à La Vancelle, La Cheneaudière à Colroy-la-Roche, Julien Binz à Ammerschwihr.
En 2025, l'Alsace compte 36 restaurants étoilés par le Guide Michelin, 6 restaurants avec deux étoiles, 30 restaurants possèdent une étoile.

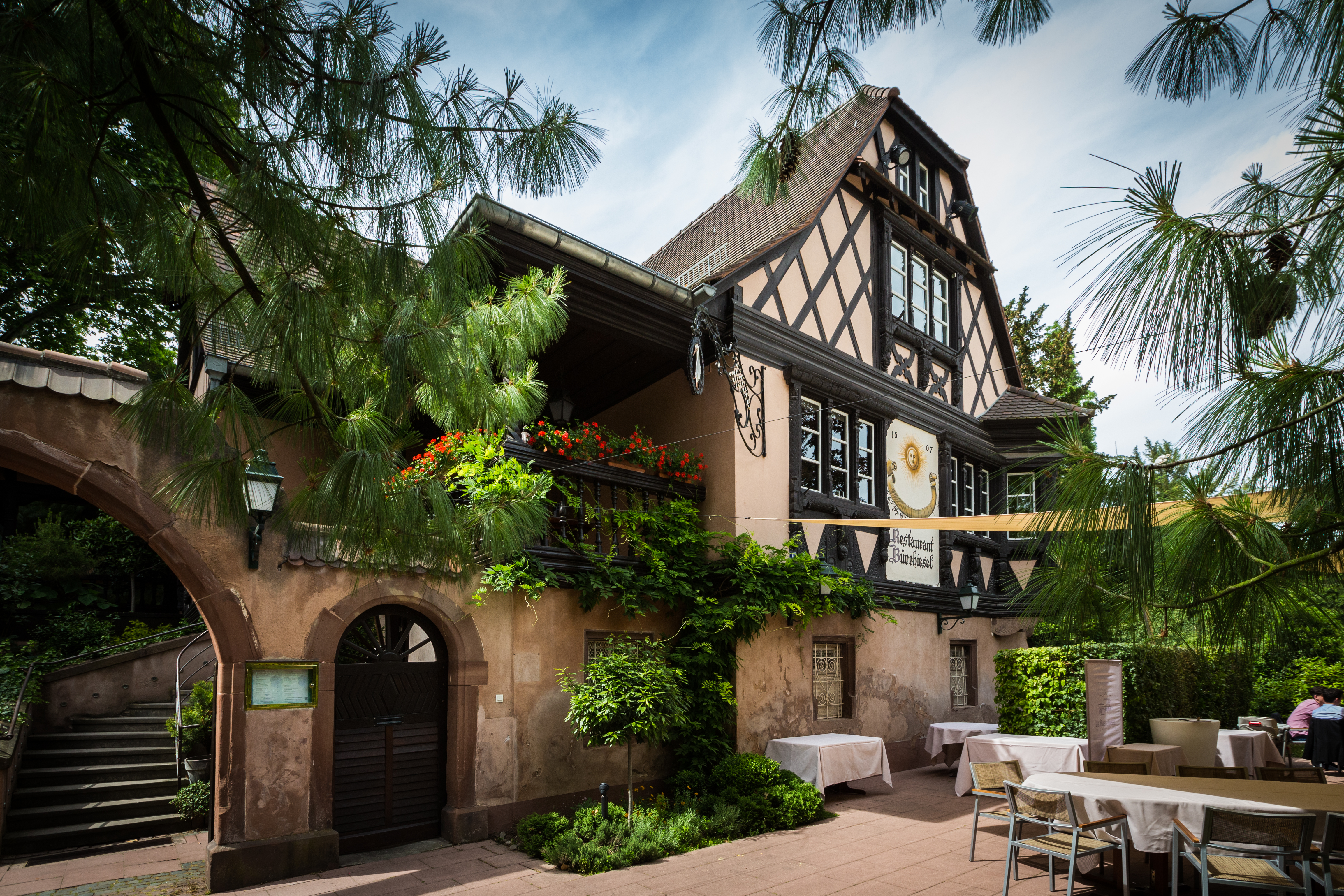
Le Bürehiesel, Éric Westermann, une étoile.
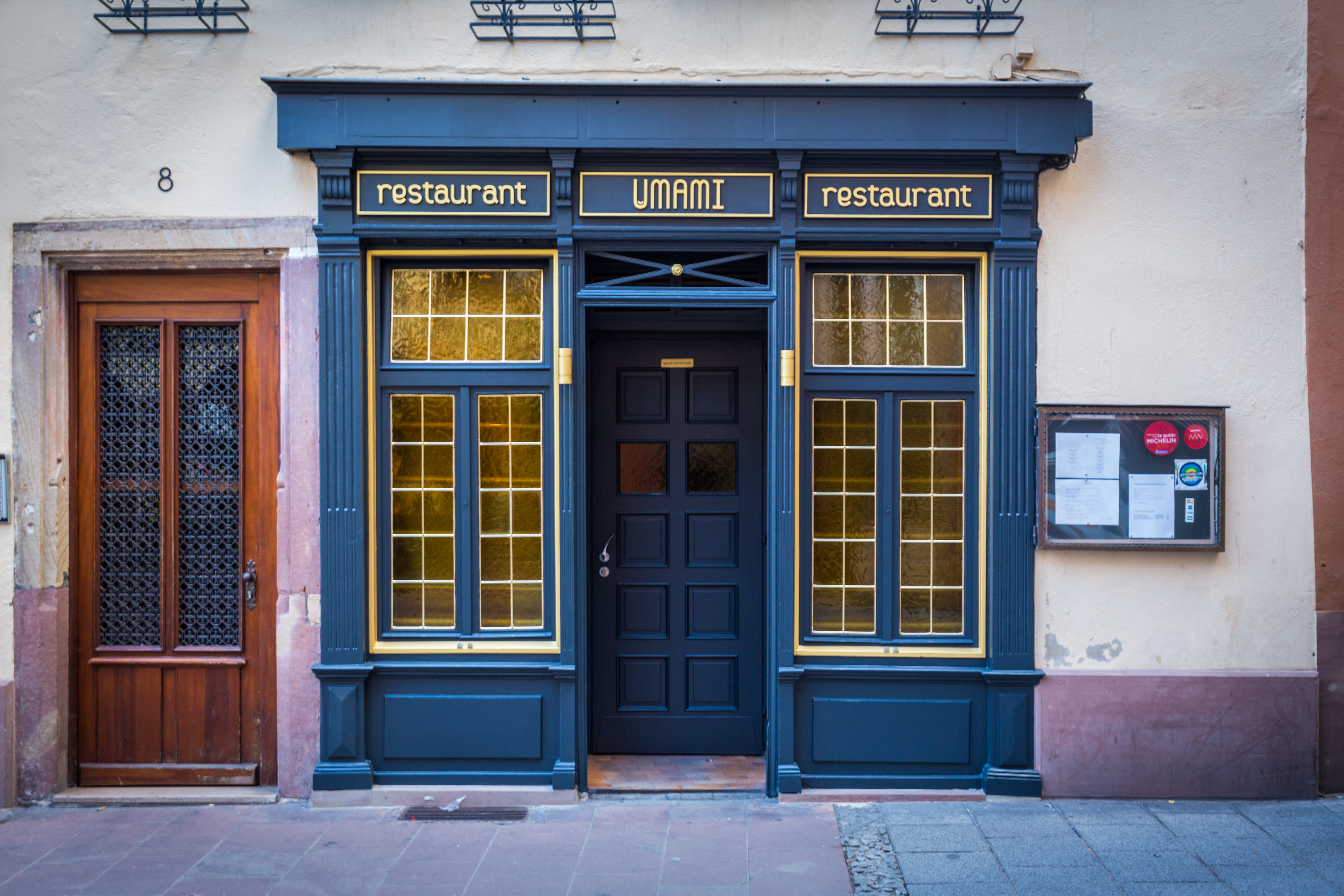
Umami, René Fieger, une étoile.

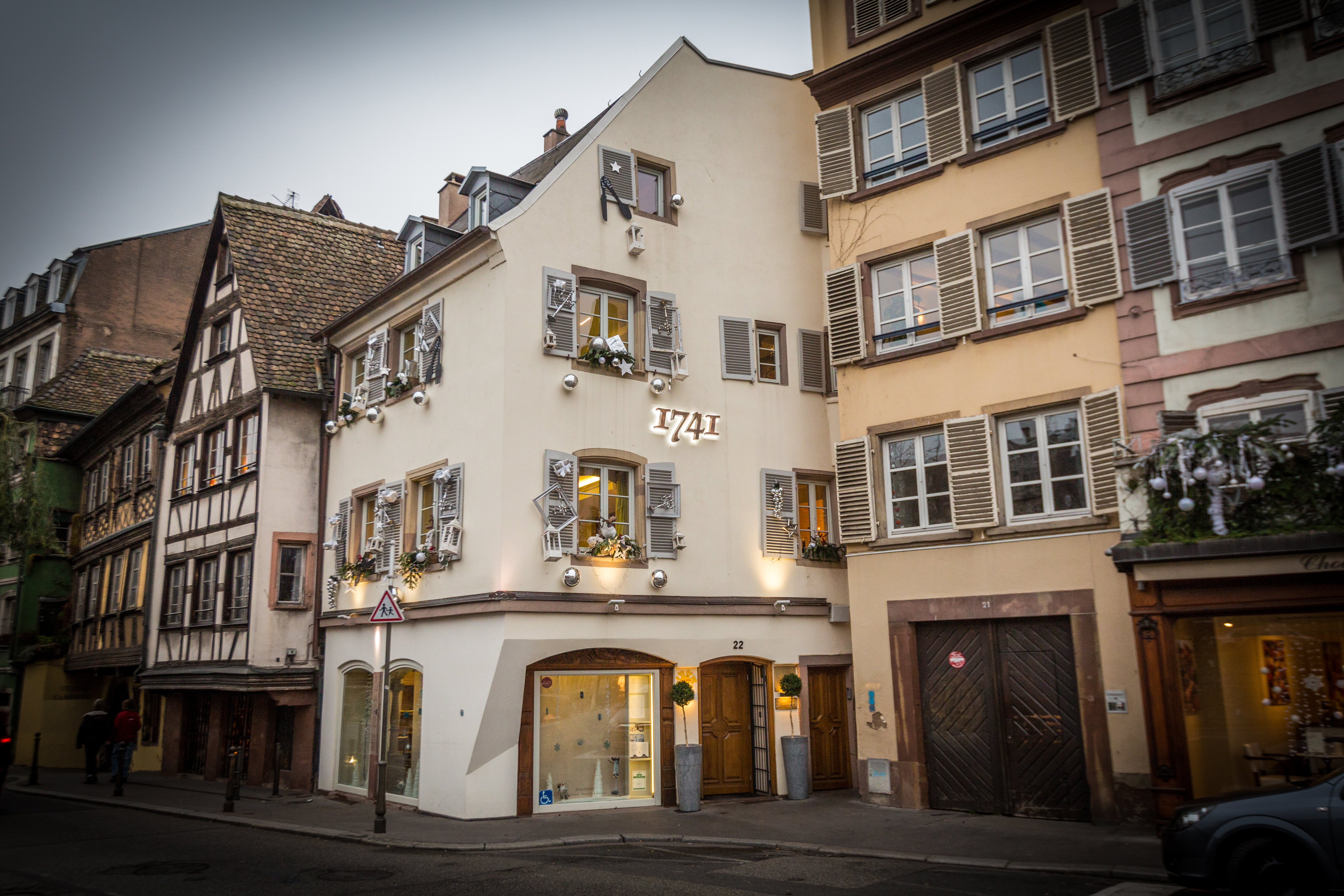
1741, Cédric Moulot, une étoile.
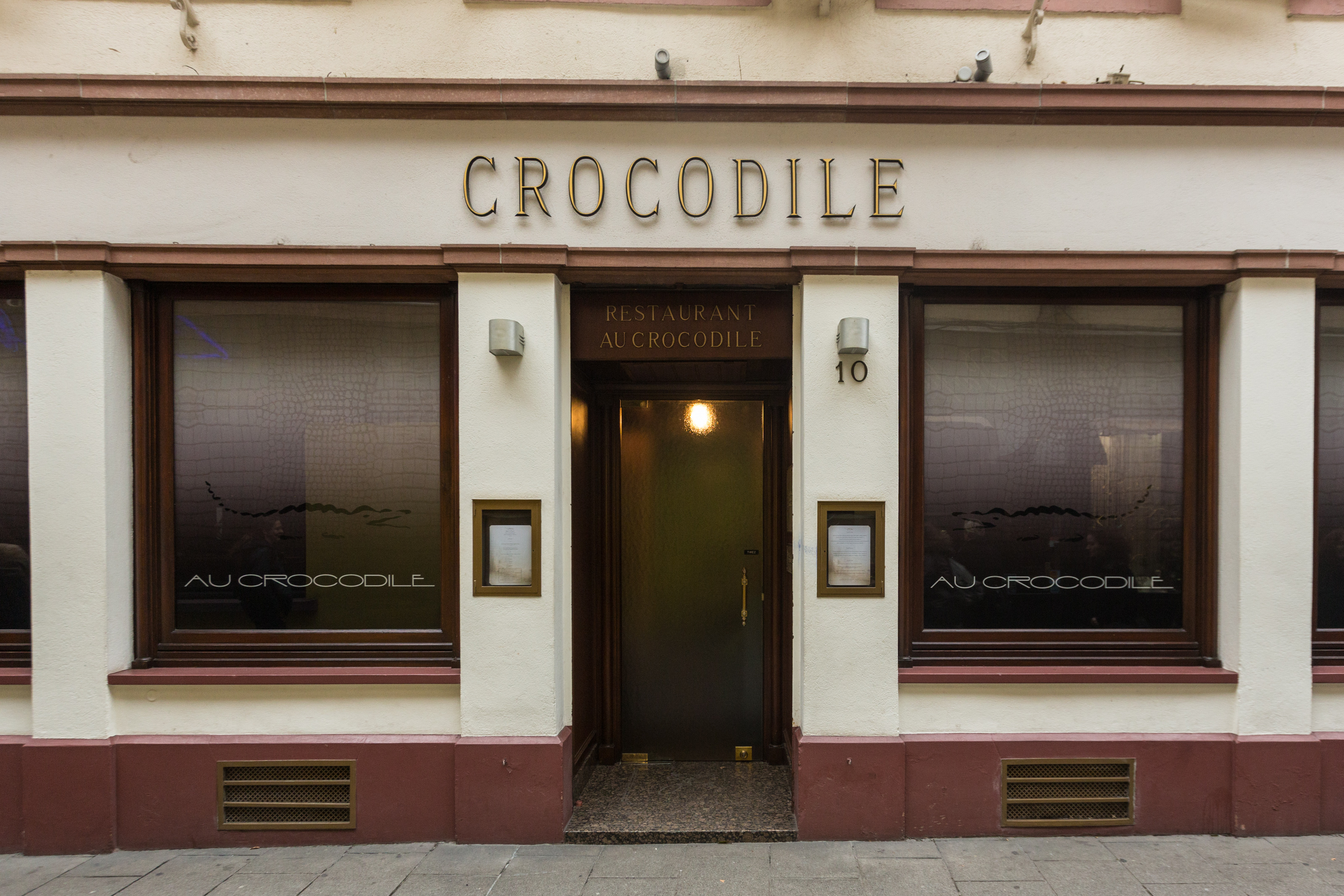
Crocodile, Cédric Moulot, une étoile.

## Chefs cuisiniers, pâtissiers reconnus/Restaurants/Institutions
- Guy-Pierre Baumann: Maison Kammerzell
- Bierstub
- Chez Yvonne: winstub mythique
- Cédric Deckert: "La Merise" ** à Laubach
- Serge Dubs: Meilleur sommelier de France, Europe, Monde (1989)
- Christophe Felder: pâtissier
- Christine Ferber: "Maison Ferber" à Niedermorschwihr
- Marc et Paul Haeberlin: "Auberge de l'Ill **

- Trophée Paul Haeberlin
- Claire Heitzler: pâtissière
- Pierre Hermé: pâtissier
- Romain Iltis: Meilleur sommelier de France (2012), MOF

- Émile Jung: Au Crocodile *
- Jean-Georges Klein: Villa René Lalique **
- Lycée Hôtelier de Strasbourg

- Hubert Maetz : "Le Rosenmeer" à Rosheim
- Cédric Moulot : restaurateur
- Thierry Mulhaupt: pâtissier
- Olivier Nasti: "La Table d'Olivier Nasti" ** à Kaysersberg
- Gilles Pudlowski: critique gastronomique alsacien
- Jean-Yves Schillinger: "JY's"** à Colmar
- Nicolas Stamm-Corby: "La Fourchette des Ducs"** à Obernai
- Jean-Georges Vongerichten
- Antoine Westermann, Éric Westermann : "Le Buerhiesel"*

- Winstub

## Routes et fêtes gastronomiques, confréries
- Route des Vins d'Alsace

- Route de la carpe frite du Sundgau

- Route de la choucroute

- Route du fromage de la vallée de Munster

- Fête du bretzel à Uttwiller

- Fête du céleri à Mussig

- Fête de la châtaigne à Oberbronn

- Fête de la choucroute à Krautergersheim, Meistratzheim

- Fête de la bière à Saverne, Schiltigheim

- Fête du Munster à Lapoutroie

- Fête de la tarte aux quetsches à Wittisheim

- Fête de la tarte aux myrtilles à Metzeral
- Confrérie Saint Etienne de Kintzheim (1561): promotion et défense des vins d'Alsace
- Confrérie du "Véritable Flammekueche d'Alsace" (Tarte flambée)
- Confrérie de la Corne d'Ottrott (1586): vin Rouge d'Ottrott
- Confrérie des Zeweletrappler de Sélestat: Maraichers, oignon de Sélestat

## Services de la table
- Faïencerie de Sarreguemines Henri Loux, Service alsacien "Obernai"

- Poteries alsacienne: de Betschdorf et de Soufflenheim

- Linges de table Beauvillé[13]

- Linge de table en Kelsch [14]
- Verre à vin d'Alsace[15]